# Anne-May Nilsen
Anne-May Nilsen, född 4 juli 1939, är en norsk skådespelare, regissör samt grundare och teaterledare för den numera avvecklade Det Åpne Teater 1986–1999.
Nilsen filmdebuterade 1954 i titelrollen i Solvejg Eriksens Cecilia. År 1976 hade hon en mindre roll i dramafilmen Den tysta majoriteten och 1980 spelade hon Mally i TV-serien Den som henger i en tråd. År 1981 medverkade hon i TV-filmen Septembermordet.
År 1986 grundade Nilsen teatern Det Åpne Teater i Oslo. Teaterns syfte var att utveckla och framföra ny norsk dramatik och Nilsen var teaterns dagliga ledare fram till 1999 då Franzisca Aarflot tog över.
Hon erhöll 1988 Oslo bys kunstnerpris.

## Filmografi
- 1954 – Cecilia
- 1976 – Den tysta majoriteten
- 1980 – Den som henger i en tråd (TV-serie)
- 1981 – Septembermordet